# 武夷光唇魚
武夷光唇鱼（学名：Acrossocheilus wuyiensis），又稱武夷石𩼧，为輻鰭魚綱鯉形目鲤科光唇鱼属的其中一种，该物种是中国的特有物种，仅分布於福建省，體長可達15.9公分，棲息在河川底中層水域，生活習性不明。

## 扩展阅读
維基物種上的相關：武夷光唇鱼